# Šenov (železniční zastávka)
Šenov je železniční zastávka (dříve železniční stanice) v jižní části města Šenov v okrese Ostrava-město. Leží v km 22,618 elektrizované dvoukolejné železniční trati Ostrava-Svinov – Český Těšín.

## Historie
Původní železniční stanice s německým názvem Schönhof i. Schlesien byla uvedena do provozu společností Ostravsko-frýdlantská dráha 15. listopadu 1911. V roce 1918 bylo zavedeno české označení Šenov ve Slezsku, které bylo v roce 1921 upraveno na Šenov u Frýdku. V letech 1939 až 1945 se používalo dvojjazyčné pojmenování Schönhof b/Friedeck / Šenov u Frýdku 1939-1945. Poté se vrátil název Šenov u Frýdku, který se v roce 1951 změnil na Šenov u Místku, od roku 1961 se používá jednoduché označení Šenov.
V letech 1938–1939 se po dočasném obsazení Těšínska Polskem jednalo krátce o pohraniční přechodovou stanici. 5. června 1939 tudy utekl do Polska Ludvík Svoboda, o čemž informuje pamětní deska, která byla umístěna 23. listopadu 1985 na původní nádražní budovu.
V původní stanici byla rovněž manipulační kolej, který vedla ke skladišti. Počátkem 60. let 20. století byla celá trať přestavěna na dvoukolejnou a stanice Šenov se změnila na zastávku s novými zděnými budovami s vytápěnými čekárnami u obou postranních nástupišť. Původní nádražní budova pak byla přestavěna na obytný dům, který novým obyvatelům začal sloužit v roce 1975.
Podle Strategického plánu rozvoje města Šenov na léta 2024 až 2031 by zastávka měla být přesunuta pod most, který trať kříží Frýdecká ulice (silnice II/473), tj. blíže k Havířovu. V tomto místě by měl vzniknout přestupní uzel s vazbou na autobusovou dopravu.

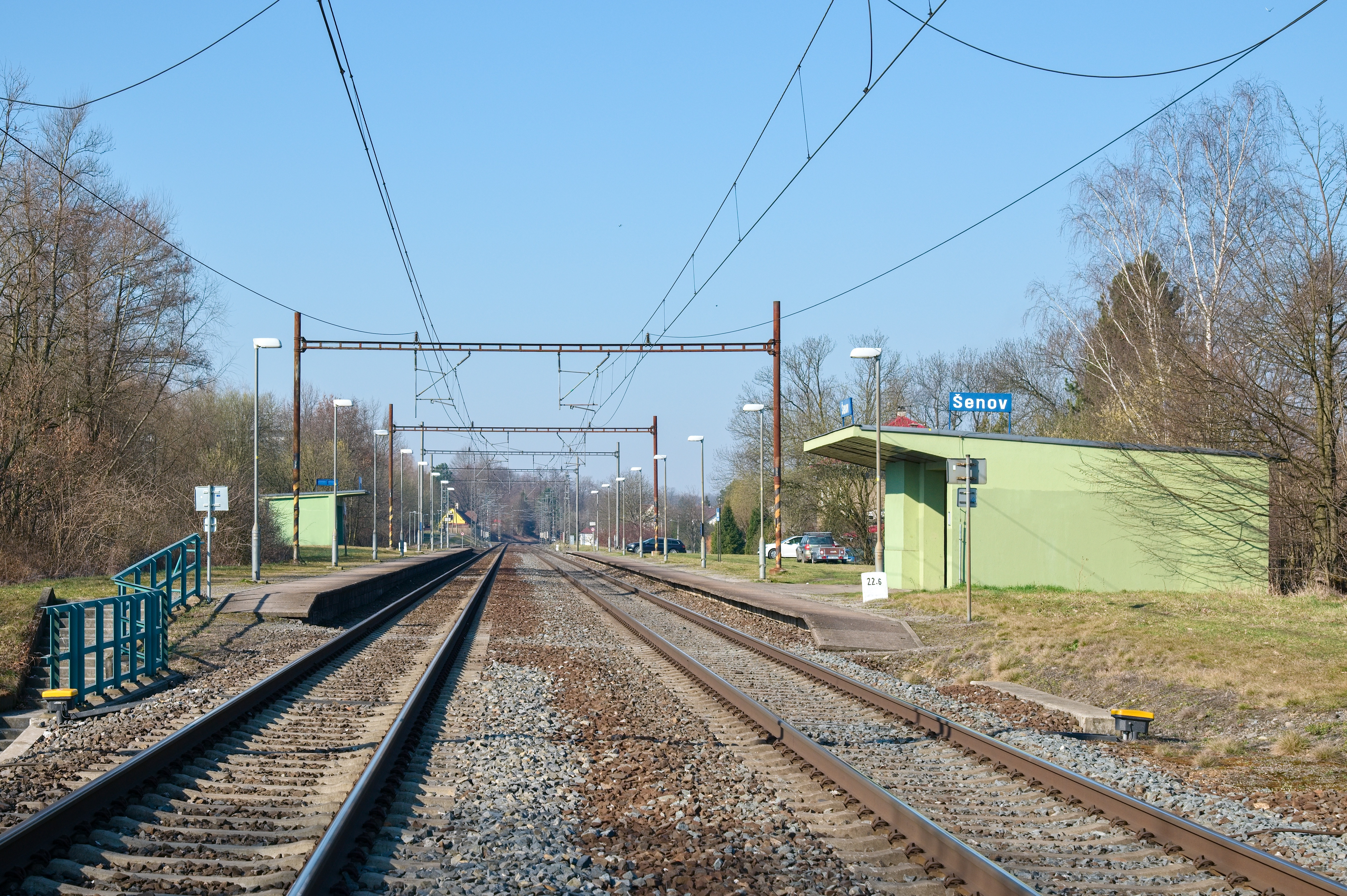
Celkový pohled na zastávku ve směru od Havířova

## Popis zastávky
V zastávce jsou u obou traťových kolejí zřízena vnější jednostranná nástupiště, která mají délku 170 m a výšku nástupní hrany 300 mm nad temenem kolejnice. U každého nástupiště se nacházejí přístřešky, které vznikly ubouráním části původních budov z 60. let 20. století.
Přechod mezi nástupišti je možný podjezdem v pokračování ulic Dubová a U Nádraží nebo po přejezdu P8297 v km 23,154. Tento přejezd, na kterém trať kříží silnice III/4701 (Václavovická ulice v Šenově), je vybaven světelným přejezdovým zabezpečovacím zařízením se závorami.